# أوليفيا شاني
أوليفيا شاني (Olivia Chaney) من مواليد سنة 1982،هي مغنية فولك وكاتبة أغاني وعازفة بيانو وغيتار وهارمونيكا.

## روابط خارجية
- أوليفيا شاني على موقع ميوزك برينز (الإنجليزية)
- أوليفيا شاني على موقع أول ميوزيك (الإنجليزية)
- أوليفيا شاني على موقع ديسكوغز (الإنجليزية)